# Čepe
Čepe je priimek več znanih Slovencev:

## Pomembni nosilci priimka
- Franc Čepe (1802—1861), rimskokatoliški duhovnik in narodni delavec
- Marica Čepe (1909—1990), učiteljica, novinarka, urednica, publicistka